# تشلقايي (بناجوي الشرقي)
تشلقایي (بالفارسية: چلقایی) هي منطقة سكنية تقع في إيران في قسم بناجوي الشرقي الريفي. يقدر عدد سكانها بـ 4,573 نسمة .